# 황인혁 (가수)
황인혁(1998년 10월 15일 ~ )은 대한민국의 가수다. 2022년 싱글 앨범 [스케치]로 데뷔했다.

## 방송
- 너의 목소리가 보여 8 (2021) - 김필&하동균 편 1라운드 탈락
- 빌드업 : 보컬 보이그룹 서바이벌 (2024) - 5위
- TV조선 대학가요제 (2024)

## 음반
- 스케치 (2022)
- 어디야 지금 (2022)
- 아무것도 하고 싶지 않아 OST Part 11 (2022)
- 아무것도 하고 싶지 않아 OST (2023)
- 그대 그리는 밤 (2023)
- 우리 결혼해 (2023)
- 빌드업 : 보컬 보이그룹 서바이벌 Part 3 (2024)
- 행복했으면 좋겠어 (2024)